# Dominique d'Allemagne
Dominique d'Allemagne est un chevalier de l'ordre de Saint-Jean de Jérusalem qui devient lieutenant ad interim, de 1409 à 1411, du grand maître Philibert de Naillac pendant son voyage en Europe.

## Biographie
Nous n'avons pas d'information sur ses origines, il est possible qu'il soit d'Allemagne mais est plus vraisemblablement de France et plus précisément de la langue de Provence. Il est commandeur de Monopoli de 1373 jusqu'au 30 mai 1382. Il devient commandeur de Naples et de Cicciano, en même temps de lieutenant du grand maître en Italie, le 24 août 1381 à 1399. Il cumule ces deux dernières commanderies avec la commanderie d'Avignon de 1392 à 1408. En 1404, il soumet la commanderie d'Avignon à rente au profit du prieur de Saint-Gilles pour 500 florins d'Avignon. Il obtient le 12 mars 1383 la grande commanderie de Chypre ainsi que la petite commanderie de Chypre (Nogera et Finica), qu'il garde jusqu'au 20 janvier 1386 mais il ne se rend pas sur place puisqu'il fait gérer les commanderies par Jean du Puy.
Il a toutes les faveurs du grand maître qui lui concède des terres à Rhodes et des rentes sur les revenus de l'île en 1381 à 1383 et de 1385 à 1386. Il obtient du grand maître, l'autorisation le 8 avril 1382, d'acquérir l'île de Nisyros, il en devient le propriétaire le 30 mai 1386 à la mort de Barthélemy Assanri d'Ischia. Elle est inféodée à son profit jusqu'en 1392.
Enfin, le 2 août 1386 il obtient l'autorisation de venir à Rhodes pour pouvoir gérer son fief de Nisyros. Juan Fernández de Heredia le nomme gouverneur de l'Achaïe le 26 septembre 1389 avec pour adjoint, le commandeur de Kos, Hesso Schegelholtz. C'est à Rhodes que Dominique apprend en février 1409 qu'il remplacera le grand maître Philibert de Naillac pendant la durée de son voyage en Europe. Mais il meurt à Rhodes le 9 mars 1411 avant son retour.

## Sources
- Joseph Delaville Le Roulx, Les Hospitaliers à Rhodes jusqu'à la mort de Philibert de Naillac (1310-1421), Paris, Leroux, 1913